# آن هاوارد بیلی
آن هاوارد بیلی (انگلیسی: Anne Howard Bailey؛ ‏ ۲۶ ژوئیهٔ ۱۹۲۴ – ۲۳ نوامبر ۲۰۰۶) فیلم‌نامه‌نویس و نویسندهٔ لیبرتوی اپرا اهل ایالات متحده آمریکا بود.
از فیلم‌ها یا مجموعه‌های تلویزیونی که وی در آن‌ها نقش داشته‌است، می‌توان به روزهای زندگی ما، سانتا باربارا، بیمارستان عمومی و چگونه در زندگی مشترک جان سالم به‌در ببریم اشاره نمود.
وی همچنین برندهٔ جوایزی همچون جوایز امی شده‌است.